# Châtel-en-Trièves
Châtel-en-Trièves es una comuna nueva francesa situada en el departamento de Isère, de la región de Auvernia-Ródano-Alpes.

## Historia
Fue creada el 1 de enero de 2017, en aplicación de una resolución del prefecto de Isère de 18 de noviembre de 2016 con la unión de las comunas de Cordéac y Saint-Sébastien, pasando a estar el ayuntamiento en la antigua comuna de Saint-Sébastien.

## Demografía
| Gráfica de evolución demográfica de Châtel-en-Trièves entre 1800 y 2013 |
|                                                                         |

Los datos entre 1800 y 2013 son el resultado de sumar los parciales de las dos comunas que forman la nueva comuna de Châtel-en-Trièves, cuyos datos se han cogido de 1800 a 1999, para las comunas de Cordéac y Saint-Sébastien de la página francesa EHESS/Cassini. Los demás datos se han cogido de la página del INSEE.

## Composición
| Comuna delegada | Código INSEE | Población (2013) | Superficie (km²) | Densidad (hab./km²) |
| --------------- | ------------ | ---------------- | ---------------- | ------------------- |
| Cordéac         | 38125        | 213              | 27               | 8                   |
| Saint-Sébastien | 38456        | 261              | 21               | 36                  |